# Power Rangers : Zeo
 (mars 2024).
La mise en forme du texte ne suit pas les recommandations de Wikipédia : il faut le « wikifier ».
Les points d'amélioration suivants sont les cas les plus fréquents. Le détail des points à revoir est peut-être précisé sur la page de discussion.
- Les titres sont pré-formatés par le logiciel. Ils ne sont ni en capitales, ni en gras.
- Le texte ne doit pas être écrit en capitales (les noms de famille non plus), ni en gras, ni en italique, ni en « petit »…
- Le gras n'est utilisé que pour surligner le titre de l'article dans l'introduction, une seule fois.
- L'italique est rarement utilisé : mots en langue étrangère, titres d'œuvres, noms de bateaux, etc.
- Les citations ne sont pas en italique mais en corps de texte normal. Elles sont entourées par des guillemets français : « et ».
- Les listes à puces sont à éviter, des paragraphes rédigés étant largement préférés. Les tableaux sont à réserver à la présentation de données structurées (résultats, etc.).
- Les appels de note de bas de page (petits chiffres en exposant, introduits par l'outil «  Source ») sont à placer entre la fin de phrase et le point final[comme ça].
- Les liens internes (vers d'autres articles de Wikipédia) sont à choisir avec parcimonie. Créez des liens vers des articles approfondissant le sujet. Les termes génériques sans rapport avec le sujet sont à éviter, ainsi que les répétitions de liens vers un même terme.
- Les liens externes sont à placer uniquement dans une section « Liens externes », à la fin de l'article. Ces liens sont à choisir avec parcimonie suivant les règles définies. Si un lien sert de source à l'article, son insertion dans le texte est à faire par les notes de bas de page.
- La présentation des références doit suivre les conventions bibliographiques. Il est recommandé d'utiliser les modèles {{Ouvrage}}, {{Chapitre}}, {{Article}}, {{Lien web}} et/ou {{Bibliographie}}. Le mode d'édition visuel peut mettre en forme automatiquement les références.
- Insérer une infobox (cadre d'informations à droite) n'est pas obligatoire pour parachever la mise en page.

Pour une aide détaillée, merci de consulter Aide:Wikification.
Si vous pensez que ces points ont été résolus, vous pouvez retirer ce bandeau et améliorer la mise en forme d'un autre article.
Chronologie
Alien Rangers Turbo
Power Rangers : Zeo est la quatrième saison de la série télévisée américaine Power Rangers, adaptée du super sentai Chōriki Sentai Ohranger et produite par Saban Entertainment.
Elle marque le début d'une tradition pour la saga : changer de costumes et de titre chaque année, reflétant le fait que les sentai dont elles sont adaptées ne durent qu'un an.
Composée de 50 épisodes de 20 minutes environ, elle a été diffusée à partir d'avril 1996 aux États-Unis. En France, la série est diffusée sur TF1 à partir du 2 avril 1997 avec deux premiers épisodes diffusés de manière autonome puis dans Salut les Toons dès le 23 avril et enfin dans TF! Jeunesse à partir du 3 septembre 1997.

## Synopsis
Alors que le centre de commande vient d'être détruit par Goldar et Rito Revolto, le frère de Rita Repulsa, les Power Rangers n'existent plus... jusqu'à ce qu'ils trouvent le cristal Zeo dans les décombres du centre de commande. Le centre de commande est reconstruit grâce aux pouvoirs de Zordon qui utilise le cristal Zeo pour donner des pouvoirs à cinq des six Rangers déchus, six Rangers pour cinq places seulement. Billy Cranston, l'ancien Ranger bleu, décide de ne plus être un Ranger et de rester au centre de commande afin d'aider Zordon et Alpha à créer les Zords et développer les pouvoirs des Power Rangers Zeo. Parallèlement, Aisha laisse sa place à Tanya, nouvelle arrivée.
De plus, Goldar et Rito Revolto sont devenus amnésiques suite la destruction de la base des Power Rangers et deviennent des serviteurs de Bulk et Skull. Plus tard, ils retrouvent la mémoire et reviennent aux côtés des anciens ennemis des Rangers.
Billy, Zordon et Alpha travaillent à la création des Zeo Zord qui peuvent se rassembler pour former le Zeo Megazord. Plus tard, dans un combat où le Zeo Megazord est sous l'emprise d'un monstre de l'empire des machines, Tommy Oliver reçoit un nouveau Zord, le Zord de combat rouge. Ce zord est destiné à aider les Rangers et leur apporter plus de pouvoirs pour vaincre les monstres de plus en plus puissant de L'Empire des Machines, les rivaux de Rita et du seigneur Zedd.
Plus tard, les Rangers seront rejoints par le Ranger d'or, Trifos, qui perd ses pouvoirs. Il les confiera pour un certain temps à Jason, ex-Ranger rouge (voir Power Rangers : Mighty Morphin), afin de pouvoir retrouver toutes ses forces et les reconstituer. Dans le même temps, Trifos donna de nouveaux Zords aux Power Rangers, les Super Zeo Zords, qui peuvent former le Super Zeo Megazord. Jason rejoint donc pour la seconde fois l'équipe des Power Rangers avec le Zord du Ranger d'or, Pyramidas.
Un nouveau Zord fait son arrivée sur la planète Terre, il s'agit de la Roue du Guerrier, qui peut servir d'arme pour le Zeo Megazord ou le Super Zeo Megazord, ou qui peut aussi être un Zord autonome.
Jason commence à perdre ses pouvoirs car Trifos les retrouve. Ce dernier revient sur Terre afin de récupérer ses pouvoirs de Ranger d'or.
Dans une ultime bataille, il aide les Rangers à vaincre le roi de l'Empire des Machines.
C'est sur cette victoire que s'achève cette série.

## Distribution

### Zeo Rangers
| Acteurs                                          | Rôles                     | Rangers             | Armes                                                                   | Pouvoirs                    | Véhicules                       | Zords                                              |
| ------------------------------------------------ | ------------------------- | ------------------- | ----------------------------------------------------------------------- | --------------------------- | ------------------------------- | -------------------------------------------------- |
| Jason David Frank (VF : Patrick Poivey)          | Thomas « Tommy » Oliver   | Zeo Ranger V rouge  | Zeonizer, Zeo Cristal rouge, Zeo Bâton, Zeo Pistolet, Sabre Laser       | Zeo Pouvoir d'envol         | Zeo Cyclo Jet V, Roue Offensive | Zeo Zord V, Zord de Combat rouge, Super Zeo Zord V |
| Johnny Yong Bosch (VF : Bernard Soufflet)        | Adam Park                 | Zeo Ranger IV vert  | Zeonizer, Zeo Cristal vert, Zeo Bâton, Zeo Pistolet, Triangles de Force | Zeo Force de Frappe         | Zeo Cyclo Jet IV                | Zeo Zord IV, Super Zeo Zord IV                     |
| Steve Cardenas (VF : David Lesser)               | Rocco « Rocky » DeSantos  | Zeo Ranger III bleu | Zeonizer, Zeo Cristal bleu, Zeo Bâton, Zeo Pistolet, Triganas de Force  |                             | Zeo Cyclo Jet III               | Zeo Zord III, Super Zeo Zord III                   |
| Nakia Burrise (VF : Béatrice Bruno)              | Tanya Sloan               | Zeo Ranger II jaune | Zeonizer, Zeo Cristal jaune, Zeo Bâton, Zeo Pistolet, Gourdins de Force | Zeo Attaque Éclair          | Zeo Cyclo Jet II                | Zeo Zord II, Super Zeo Zord II                     |
| Catherine Sutherland (VF : Agnès Gribe)          | Katherine « Kat » Hillard | Zeo Ranger I rose   | Zeonizer, Zeo Cristal jaune, Zeo Bâton, Zeo Pistolet, Disque de Force   | Zeo Concentration d'énergie | Zeo Cyclo Jet I                 | Zeo Zord I, Super Zeo Zord I                       |
| Tom DiFillippo, Tim DiFillippo et Ted DiFillippo | Trifos de Triforia        | Ranger doré (I)     | Sceptre du Ranger doré                                                  | Ruée vers l'Or              |                                 | Pyramidis                                          |
| Austin St. John (VF : Lionel Melet)              | Jason Lee Scott           | Ranger doré (II)    | Sceptre du Ranger doré                                                  |                             |                                 | Roue du Guerrier, Pyramidis                        |

### Amis

#### Chambre des pouvoirs
Le Centre de Commande est reconstruit sous le nom de Chambre des Pouvoirs après avoir été détruit par un dispositif d'implosion installé par Goldar et Rito, qui devient le quartier général des Zeo Rangers.
- Zordon (Bob Manahan) : Zordon est un sage d'Eltar qui est piégé dans une distorsion temporelle. Il a besoin d'utiliser un tube à plasma situé dans la Chambre des Pouvoirs pour communiquer en dehors de la distorsion temporelle. Il poursuit son rôle de mentor lorsque les Rangers deviennent les Zeo Rangers.
- Alpha 5 (Richard Steven Horvitz) : Alpha 5 est un assistant robotique créé par le roi Lexus d'Édénoï pour aider Zordon et les Zeo Rangers dans la Chambre des Pouvoirs. Il aide également Billy Cranston à développer des armes et des Zords pour que les Zeo Rangers les utilisent dans leur combat contre l'Empire des Machines.
- William « Billy » Cranston (David Yost) : Billy Cranston est l'ancien Ranger bleu qui prend sa retraite de ses fonctions de Power Ranger pour devenir conseiller technique auprès des Zeo Rangers. Il construit des armes et des Zords que les Zeo Rangers utilisent régulièrement pour vaincre les monstres envoyés par l'Empire des Machines. Après un incident qui provoque inévitablement un vieillissement accéléré chez Billy, il est guéri et décide de rester sur Aquitar et de s'installer avec une Aquitarienne nommée Cestria.

#### Angel Grove
- Bulk et Skull (Paul Schrier et Jason Narvy) : Bulk et Skull sont deux adolescents d'Angel Grove qui continuent de travailler en tant que jeunes officiers de police au sein du département de police d'Angel Grove jusqu'à ce qu'ils démissionnent après qu'une de leurs bêtises a conduit le lieutenant Stone à perdre son emploi. Ils sont ensuite embauchés par lui après qu'il a ouvert une agence de détectives et deviennent des détectives à part entière après avoir réussi un test. Ils se voient ensuite offrir des emplois lucratifs et démissionnent de leur poste avec le détective Stone avant de partir pour la France.
- le lieutenant Jérôme Stone (Gregg Bullock) : Jérôme Stone est un lieutenant de police qui continue d'être le superviseur de Bulk et Skull jusqu'à ce qu'il soit renvoyé par le chef de la police après l'une des bêtises de Bulk et Skull. Il ouvre ensuite sa propre agence de détectives, traitant des affaires à Angel Grove, et embauche Bulk et Skull en tant qu'assistants.
- Shawn (Rio Dekin) : Shawn est un joueur de baseball et un étudiant au lycée d'Angel Grove. Il sort un moment avec Tanya Sloan, la Zeo Ranger II jaune. Cependant, ils finissent par rompre lorsque Shawn révèle son côté sexiste après que Tanya a rejoint l'équipe de softball.
- Raymond (Darren Press) : Raymond est un génie de l'informatique qui fréquente le lycée d'Angel Grove et est un ami des Zeo Rangers. Il aide les Zeo Rangers à combattre un virus informatique envoyé par l'Empire des Machines.
- Heather Thompson (Sarah Brown) : Heather Thompson est une snowboardeuse locale qui a eu une petite romance avec Tommy Oliver, le Zeo Ranger V rouge, alors qu'il était en période de récupération après que Kimberly Ann Hart lui a envoyé une lettre de rupture.

#### Lycée d'Angel Grove
Le lycée d'Angel Grove est le lycée fréquenté par les Zeo Rangers.
- Monsieur  Caplan (Henry Cannon) : Monsieur Caplan est le directeur du lycée d'Angel Grove. Après avoir constaté que Billy Cranston a rempli toutes les exigences pour obtenir son diplôme d'études secondaires, il lui remet son diplôme un an plus tôt que prévu.
- Madame Rodriguez : Madame Rodriguez est la conseillère d'orientation du lycée d'Angel Grove. Elle supervise les activités des étudiants et leur attribue de nouveaux cours s'ils en ont besoin. Elle est également très stricte et veille à ce que les étudiants respectent les règles. Elle est souvent la personne chargée en cas d'absence de Monsieur Caplan.
- Madame Appleby (Royce Herron) : Madame Appleby est une enseignante travaillant au lycée d'Angel Grove. Elle donne des devoirs et des examens à ses élèves.

#### Maison des Jeunes
La Maison des Jeunes est le lieu de rencontre local qui appartient et est géré par Ernie. La Maison des Jeunes d'Angel Grove abrite une zone d'entraînement pour que les Zeo Rangers s'entraînent et enseignent des cours, ainsi qu'un bar à jus pour qu'ils puissent se détendre et se relaxer.
- Ernie (Richard Genelle) : Ernie est le propriétaire et le gérant de la Maison des Jeunes d'Angel Grove ainsi que d'un club de plage situé sur le lac d'Angel Grove. Plus tard, on découvre qu'Ernie était en réalité le Burbling Burble Baby, une mascotte pour Burble Baby Food, et qu'il hérite d'un approvisionnement à vie de nourriture pour bébé.
- Emily (Lesley Pederson) : Emily est une nouvelle fille à Angel Grove qui rejoint un gang de motards qui harcèle Ernie après l'ouverture de son nouveau club de plage près du lac d'Angel Grove. Après s'être liée d'amitié avec Jason Lee Scott, le Ranger doré, elle quitte le gang de motards et commence à travailler au club de plage d'Ernie et à la Maison des Jeunes d'Angel Grove.

#### Réserve indienne
- Sam Cœur Sincère (Frank Salsedo) : Sam Cœur Sincère est un membre d'une réserve amérindienne à Angel Grove qui guide Tommy Oliver vers le Zeo Cristal rouge lors de sa quête Zeo. Il est ensuite révélé être le père adoptif de David Cœur Sincère, le frère de Tommy Oliver.
- David Cœur Sincère (Eric Frank) : David Cœur Sincère est un membre d'une réserve amérindienne à Angel Grove qui est plus tard révélé être le frère perdu de Tommy Oliver, le Zeo Ranger V rouge Zeo. Lors d'une altercation avec l'Empire des Machines, où ils obtiennent avec succès sa moitié d'une pointe de flèche magique, David apprend l'identité de Tommy en tant que Zeo Ranger V rouge.

#### Île de Mysterio
- Auric le Conquérant (Kim Strauss) : Auric le Conquérant est un ancien guerrier de type gladiateur qui peut être invoqué lorsque son utilisateur utilise sa clé dorée en conjonction avec un tiki. Le tiki et la clé dorée sont trouvés par les parents de Tanya Sloan, où Louie Kaboom tente d'utiliser son pouvoir pour détruire les Zeo Rangers mais échoue à le convaincre en raison de sa nature maléfique. Le prince Sprocket tente ensuite de le tromper en le persuadant de combattre les Zeo Rangers en les faisant passer pour des méchants. Cependant, grâce aux Zeo Rangers mentionnant Zordon, Auric se joint à leur camp et les aide dans quelques batailles.
- Gabe Sloan et Tawny Sloan : Gabe Sloan et Tawny Sloan sont les parents de Tanya Sloan, la Zeo Ranger II jaune. Ce sont aussi des chercheurs qui se sont perdus sur l'île Mysterio il y a plusieurs années alors qu'ils cherchaient le Tiki Perdu d'Auric. Leur fille a été élevée par une tribu en Afrique. Après que Tanya a reçu une carte de l'île Mysterio par Aïsha Campbell, elle s'y téléporte et se réunit enfin avec ses parents après que les Zeo Rangers ont obtenu le Tiki d'Auric le Conquérant.

#### Arène des Machines
- Triton (Koichi Sakamoto) : Triton est un guerrier de la planète Horath qui a été transporté dans l'Arène des Machines du prince Gasket pour combattre ses guerriers machines. Plus tard, il aide Bulk et Skull à détruire une machine qui l'empêchait de se téléporter, puis il retourne sur sa planète d'origine.

#### Aquitar
Aquitar est la planète d’origine des Aquitariens, des extraterrestres aquatiques qui nécessitent une hydratation constante pour rester en vie.

##### Alien Rangers
| Acteurs                             | Rôles    | Rangers            |
| ----------------------------------- | -------- | ------------------ |
| David Bacon (VF : Alexandre Gillet) | Aurico   | Alien Ranger rouge |
| Rajia Baroudi (VF : Béatrice Bruno) | Delphine | Alien Ranger blanc |
| Karim prince (VF : David Lesser)    | Cestro   | Alien Ranger bleu  |
| Jim Gray                            | Tideus   | Alien Ranger jaune |
| Alan Palmer                         | Corcus   | Alien Ranger noir  |

- Aurico (David Bacon) : Aurico est l'Alien Ranger rouge qui vient sur Terre pour aider les Zeo Rangers lorsque l'Empire des Machines, Rita et Zedd envoient des monstres.
- Delphine (Rajia Baroudi) : Delphine est l'Alien Ranger blanc que l'on voit d'abord aider Trifos blessé. Elle accompagne ensuite Cestro sur Terre pour aider Billy Cranston à se remettre d'un vieillissement accéléré et elle fait équipe avec les Zeo Rangers lorsque l'Empire des Machines, Rita et Zedd envoient des monstres.
- Cestro (Karim Prince) : Cestro est l'Alien Ranger bleu qui vient sur Terre demander l'aide de Billy Cranston pour combattre une invasion de Hydro Contaminators sur Aquitar. On le voit ensuite aider Trifos blessé et accompagner Delphine sur Terre pour aider Billy Cranston à récupérer d'un vieillissement accéléré. Cestro aide également les Zeo Rangers à combattre deux monstres envoyés par l'Empire des Machines, Rita et Zedd.
- Tideus (Jim Gray) : Tideus est l'Alien Ranger jaune qui vient sur Terre pour aider les Zeo Rangers lorsque l'Empire des Machines, Rita et Zedd envoient des monstres.
- Corus (Alan Palmer) : Corcus est l'Alien Ranger noir qui vient sur Terre pour aider les Zeo Rangers lorsque l'Empire des Machines, Rita et Zedd envoient des monstres.
- Cestria (Steffanie Malanga) : Cestria est une Aquitarienne qui se rend sur Terre pour donner à Billy Cranston de l'eau provenant de la version d'Aquitar de la Fontaine de Jouvence. Après que Billy Cranston retrouve son âge normal, il décide de rester sur Aquitar pour s'installer avec elle.

### Ennemis

#### Empire des Machines
- roi Mondo (David Stenstrom) : Le roi Mondo est le leader de l'Empire des Machines qui souhaite dépouiller la Terre de ses ressources naturelles pour les utiliser dans son armée de robots. Le roi Mondo passe la plupart de son temps en retrait, envoyant ses monstres robotiques et ses Cogs pour accomplir ses basses besognes, jusqu'à l'introduction des Super Zeo Zords, où il décide de combattre les Zeo Rangers par lui-même en utilisant l'Épée de Damoclès pour se renforcer et grandir en taille. Cependant, l'épée n'était pas assez puissante pour affronter le Super Zeo Megazord et le roi Mondo est détruit pendant un court laps de temps. Toutefois, il est bientôt reconstruit et à nouveau détruit par Rita et Zedd grâce à une bombe déguisée en offre de paix.
- reine Machina (Alex Borstein) : la reine Machina est l'épouse du roi Mondo et la mère du prince Sprocket et ddu prince Gasket. La reine Machina soutient son mari et ses fils dans toutes les folles entreprises qu'ils entreprennent pour conquérir l'univers. Lorsque le roi Mondo est en train d'être reconstruit après avoir été détruit par les Zeo Rangers, la reine Machina prend les commandes de l'Empire des Machines jusqu'à ce que Louie Kaboom, puis son fils aîné, le prince Gasket, prennent brièvement le relais. la reine Machina est détruite par une bombe donnée par Rita et Zedd, déguisée en offre de paix.
- prince Sprocket (Barbara Goodson) : Le prince Sprocket est le fils cadet du roi Mondo et de la reine Machina, et il souhaite plaire à son père en proposant des plans pour vaincre les Zeo Rangers. Le prince Sprocket est gâté par ses parents, qui lui fournissent des monstres tels que Googleheimer Toy Robot et Wrecking Ball pour combattre les Zeo Rangers. Lorsque le roi Mondo est en train d'être reconstruit après avoir été détruit par les Zeo Rangers, le prince Sprocket est constamment en conflit avec son frère aîné, le prince Gasket, pour le contrôle de l'Empire des Machines. Le prince Sprocket est détruit par une bombe qui lui est donnée par Rita et Zedd, déguisée en offre de paix.
- Klank et Orbus : Klank et Orbus sont des serviteurs fidèles qui travaillent au service de la famille royale régnant sur l'Empire des Machines. Après le début de leur invasion de la Terre, Klank et Orbus reçoivent des améliorations qui leur permettent de faire grandir des monstres. Lorsque le roi Mondo est en train d'être reconstruit après avoir été détruit par les Zeo Rangers, Klank et Orbus prêtent serment de fidélité à Louie Kaboom, puis plus tard au prince Gasket. Klank et Orbus sont tous deux détruits par une bombe qui leur est donnée par Rita et Zedd, déguisée en offre de paix.
- prince Gasket (Douglas Sloan) : prince Gasket est le fils aîné du roi Mondo et de la reine Machina, qui a quitté l'Empire des Machines en raison de son mariage avec la princesse Archerina, la fille de l'ennemi juré du roi Mondo, le roi Aradon. Il revient pour reprendre le contrôle de l'Empire des Machines à Louie Kaboom et tente de le diriger lui-même en élaborant des plans pour vaincre les Zeo Rangers. Son premier plan consiste à manipuler l'esprit de Tommy Oliver pour lui faire croire qu'il est le souverain de l'Empire des Machines et que ses coéquipiers sont des méchants. Il tente également d'envahir la Terre à plusieurs reprises, notamment en utilisant le Chronosapios lors d'une invasion surprise et en utilisant le monstre géant Mechaterpillar. Après que le roi Mondo a été reconstruit et a repris le contrôle de l'Empire des Machines, le prince Gasket se cache pendant un court laps de temps, mais revient pour combattre les Zeo Rangers avec sa femme, en devenant géant pour détruire les Zeo Rangers eux-mêmes. Cependant, il est réduit de taille après une attaque du Zeo Ultrazord et se téléporte loin pour éviter d'avoir à s'expliquer devant son père.
- princesse Archerina (Melora Harte) : La princesse Archerina est l'épouse du prince Gasket et la fille de l'ennemi juré du roi Mondo, le roi Aradon. Elle revient à l'Empire des Machines pour aider son mari à reprendre le contrôle de l'Empire des Machines à Louie Kaboom en utilisant ses flèches d'amour pour le reprogrammer et l'utiliser afin de détruire les Zeo Rangers. Après cela, la princesse Archerina assiste son mari de toutes les manières possibles pour que le prince Gasket puisse prendre le contrôle de l'Empire des Machines. Elle développe également une vive rivalité avec Katherine, la Zeo Ranger I rose, et la provoque dans un combat en tête-à-tête, qu'elle finit par perdre. Après que le roi Mondo a été reconstruit et a repris le contrôle de l'Empire des Machines, la princesse Archerina se cache avec son mari pendant un court laps de temps, mais revient pour combattre les Zeo Rangers avec son mari en devenant géante et en combattant les Zeo Rangers eux-mêmes. Cependant, elle est réduite de taille après une attaque du Zeo Ultrazord et se téléporte loin pour toujours.
- Les Cogs : Les Cogs sont des guerriers robotiques utilisés comme soldats d'infanterie par l'Empire des Machines.
- Quadriguerriers : Les Quadriguerriers sont des véhicules d'assaut terrestres et aériens utilisés par l'Empire des Machines.

#### Rita et Zedd
- Rita Repulsa (Barbara Goodson) : Rita Repulsa est une sorcière intergalactique expulsée du Palais Lunaire par l'Empire des Machines après avoir célébré la destruction du Centre de Commande. Elle s'installe chez le Master Vile pendant un court laps de temps. Rita Repulsa finit par retourner sur la Lune, où elle complote pour renverser l'Empire des Machines depuis sa base mobile. Sa première tentative consiste à envoyer Louie Kaboom pour prendre le contrôle de l'Empire des Machines après la destruction du roi Mondo par les Zeo Rangers, mais cela échoue quand il décide de faire cavalier seul. Elle reçoit un tout nouveau Sceptre Magique de la part de Finster, avec laquelle elle crée l'Impursonator, le monstre le plus puissant qu'elle ait jamais créé, mais il est finalement détruit lorsque les Zeo Rangers s'allient aux Alien Rangers. Finalement, elle réussit à détruire l'Empire des Machines en leur offrant une bombe déguisée en offre de paix.
- Seigneur Zedd (Robert Axelrod) : le Seigneur Zedd est l'auto-proclamé Empereur du Mal qui est expulsé du Palais Lunaire par l'Empire des Machines après avoir célébré la destruction du Centre de Commande. Il s'installe chez le Master Vile pendant un court laps de temps. le Seigneur Zedd finit par retourner sur la Lune, où il complote pour renverser l'Empire des Machines depuis sa base mobile. Sa première tentative consiste à envoyer Louie Kaboom pour prendre le contrôle de l'Empire des Machines après la destruction du roi Mondo par les Zeo Rangers, mais cela échoue quand Louie Kaboom décide de faire cavalier seul. Finalement, le Seigneur Zedd réussit à détruire l'Empire des Machines en leur offrant une bombe déguisée en offre de paix.
- Finster (Robert Axelrod) : Finster est un alien de type terrier russell et un fabricant de monstres talentueux qui continue de servir Rita et Zedd lorsqu'ils retournent sur la Lune après avoir été expulsés de leur Palais Lunaire par l'Empire des Machines. Finster concocte des idées et des objets pour que Rita et Zedd puissent récupérer leur empire maléfique, comme téléporter les Zeo Rangers dans l'Arène des Machines pour contrecarrer l'un des plans du prince Gasket, ou créer un nouveau Sceptre Magique pour Rita Repulsa, qu'elle utilise pour créer l'Impursonator.
- Goldar (Kerrigan Mahan) : Goldar est un alien ailé de couleur dorée ressemblant à un singe, autrefois un guerrier redoutable loyal envers Rita et Zedd. Après avoir été pris dans une contre-explosion lors de la destruction du Centre de Commande, il perd la mémoire et ses ailes. Il est trouvé par Bulk et Skull et devient leur serviteur pendant un court laps de temps. Finalement, Rita et Zedd lui rendent sa mémoire et ses ailes, et il retourne à leur service pour les aider à retrouver leur empire autrefois puissant. Goldar obtient alors un rôle similaire à Squatt et Baboo, accomplissant des tâches mineures pour Rita et Zedd, comme envoyer Louie Kaboom vers le château de l'Empire des Machines et découvrir l'arrivée du prince Gasket sur la Lune.
- Rito Revolto (Bob Papenbrook) : Rito Revolto est un alien de type squelette et le frère maladroit de Rita Repulsa. Après avoir été pris dans une contre-explosion lors de la destruction du Centre de Commande, il perd la mémoire. Il est trouvé par Bulk et Skull et devient leur serviteur pendant un court laps de temps. Finalement, Rita et Zedd lui rendent sa mémoire et il retourne à leur service pour les aider à retrouver leur empire autrefois puissant. Rito obtient alors un rôle similaire à Squatt et Baboo, accomplissant des tâches mineures pour Rita et Zedd, comme envoyer Louie Kaboom vers le château de l'Empire des Machines et découvrir l'arrivée du prince Gasket sur la Lune.
- Les Guerriers Tengus : Les Guerriers Tengus sont des créatures semblables à des oiseaux utilisées par Rita et Zedd comme soldats d'infanterie.

## Armes
- Zeonizers ◆◆◆◆◆ : Le Zeonizer est l'outil nécessaire pour se transformer en Zeo Rangers.
- Sceptre du Ranger doré : Le Sceptre du Ranger doré est l'arme personnelle du Ranger doré, qui prend la forme d'un bâton.
- Zeo Cristal ◆◆◆◆◆ : Le Zeo Cristal est un artefact ancien appartenant au peuple de la galaxie M-51, qui devient de plus en plus puissant avec le temps. Après avoir obtenu le Zeo Cristal dans une grotte située sous le Palais de Rita et Zedd, les Rangers décident de le diviser en cinq morceaux et de les envoyer à travers un trou temporel. Après que les Médaillons Ninja ont été détruits, les cinq Rangers se lancent dans une quête pour récupérer les morceaux afin de les utiliser comme nouvelle source de pouvoir en tant que Zeo Rangers.
  - Zeo Cristal rouge : Le Zeo Cristal rouge est l'un des cinq morceaux du Zeo Cristal, un cristal puissant qui devient de plus en plus puissant avec le temps. Tommy Oliver se rend dans une tribu amérindienne pour l'obtenir et reçoit le Zeo Cristal rouge de Sam Cœur Sincère. Tommy Oliver utilise ensuite le Zeo Cristal rouge pour renforcer son Zeonizer et se transformer en Zeo Ranger V rouge.
  - Zeo Cristal vert : Le Zeo Cristal vert est l'un des cinq morceaux du Zeo Cristal, un cristal puissant qui devient de plus en plus puissant avec le temps. Adam Park se rend en Corée pour l'obtenir et découvre le Zeo Cristal vert derrière une cascade. Il utilise ensuite le Zeo Cristal vert pour renforcer son Zeonizer et se transformer en Zeo Ranger IV vert.
  - Zeo Cristal bleu : Le Zeo Cristal bleu est l'un des cinq morceaux du Zeo Cristal, un cristal puissant qui devient de plus en plus puissant avec le temps. Rocky DeSantos se rend au Mexique pour l'obtenir et découvre le Zeo Cristal bleu à l'intérieur d'un volcan. Il utilise ensuite le Zeo Cristal bleu pour renforcer son Zeonizer et se transformer en Zeo Ranger III bleu.
  - Zeo Cristal jaune : Le Zeo Cristal jaune est l'un des cinq morceaux du Zeo Cristal, un cristal puissant qui devient de plus en plus puissant avec le temps. Tanya Sloan reçoit le Zeo Cristal jaune Zeo d'Aïsha après que celle-ci a décidé de rester en Afrique pour aider à soigner la faune sauvage. Tanya utilise ensuite le Zeo Cristal jaune pour renforcer son Zeonizer et se transformer en Zeo Ranger II jaune.
  - Zeo Cristal rose : Le Zeo Cristal rose est l'un des cinq morceaux du Zeo Cristal, un cristal puissant qui devient de plus en plus puissant avec le temps. Katherine Hillard se rend en Australie pour l'obtenir et le reçoit d'une vieille femme qu'elle escorte chez elle. Elle utilise ensuite le Zeo Cristal rose pour renforcer son Zeonizer et se transformer en Zeo Ranger I rose.
- Super Zeo Pierres Précieuses ◆◆◆◆◆ : Les Super Zeo Pierres Précieuses sont d'anciennes gemmes données aux Zeo Rangers par Trifos de Triforia, qui leur donnent accès aux Super Zeo Zords.
- Clé dorée d'Auric : La Clé dorée d'Auric est une clé en or qui, lorsqu'elle est insérée dans le Tiki Perdu d'Auric, invoque Auric le Conquérant. Tanya la recevrait d'Aïsha et Jason en deviendrait le protecteur.
- Communicateur ◆◆◆◆◆◆ : Le Communicateur est un dispositif de type montre créé par Billy Cranston et porté par les Zeo Rangers comme un dispositif de communication et un moyen de téléportation.
- Zeo Blasters ◆◆◆◆◆ : Chaque Zeo Ranger dispose d'un Zeo Bâton et d'un Zeo Pistolet dans ses holsters. Les deux armes peuvent s'assembler pour former le Zeo Blaster.
  - Zeo Pistolet ◆◆◆◆◆ : Le Zeo Pistolet est une arme de type blaster utilisée par les Zeo Rangers.
  - Zeo Bâton ◆◆◆◆◆ : Le Zeo Bâton est une arme de type épée utilisée par les Zeo Rangers comme arme de mêlée.
- Zeo Bazooka ◆◆◆◆◆ : Les Zeo Rangers forment une arme de type blaster lorsque les Zeo Rangers combinent leurs armes Zeo.
  - Sabre Laser : Le Sabre Laser est l'arme personnelle du Zeo Ranger V rouge, qui prend la forme d'une épée.
  - Triangles de Force : Les Triangles de Force sont les armes personnelles du Zeo Ranger IV vert, qui prennent la forme de haches.
  - Triganas de Force : LesTriganas de Force sont les armes personnelles de la Zeo Ranger III bleu, qui prennent la forme de haches.
  - Gourdins de Force : Les Gourdins de Force sont les armes personnelles de la Zeo Ranger II jaune, qui prennent la forme de nunchakus.
  - Disque de Force : Le Disque de Force est l'arme personnelle de protection de la Zeo Ranger I rose, qui prend la forme d'un bouclier.
- Zeo Canon ◆◆◆◆◆ : Le Zeo Canon est une puissante arme de type canon utilisée pour éliminer les monstres en les bombardant d'un puissant tir d'énergie alimenté par cinq cellules d'énergie.

- Zeo Pouvoirs ◆◆◆◆◆ : Dans l'arsenal de pouvoirs que leur offre le Zeo Cristal, les Rangers disposent de Zeo Pouvoirs.
  - Zeo Pouvoir d'envol : Le Zeo Ranger V rouge dispose du Zeo Pouvoir d'envol.
  - Zeo Force de Frappe : Le Zeo Ranger IV vert dispose de la Zeo Force de Frappe.
  - Zeo Attaque Éclair : La Zeo Ranger II jaune peut effectuer une Zeo Attaque Eclair.
  - Zeo Concentration d'énergie : La Zeo Ranger I rose peut concentrer son énergie pour la relâcher sur ses ennemis.

- Vrilles de Puissance ◆◆◆◆◆ : Les Zeo Rangers peuvent effectuer des Vrilles de Puissance pour affronter leurs ennemis.
  - Vrille de Puissance V rouge : Le Zeo Ranger V rouge peut effectuer une Vrille de Puissance.
  - Vrille de Puissance IV vert : Le Zeo Ranger IV vert peut effectuer une Vrille de Puissance.
  - Vrille de Puissance III bleu : Le Zeo Ranger III bleu peut effectuer une Vrille de Puissance.
  - Vrille de Puissance II jaune : La Zeo Ranger II jaune peut effectuer une Vrille de Puissance.
  - Vrille de Puissance I rose : La Zeo Ranger I rose peut effectuer une Vrille de Puissance.

- Roue Offensive : La Roue Offensive est une roue géante qui peut être pilotée par un Zeo Ranger pour éliminer les monstres.
- Zeo Cyclo Jets ◆◆◆◆◆ : Les Zeo Cyclo Jets sont des véhicules de type moto conduits par les Zeo Rangers. Ils sont utilisés pour se déplacer rapidement et combattre les forces du mal avec agilité. Les Zeo Cyclo Jets sont équipés de technologies avancées et peuvent être utilisés individuellement par chaque Ranger pour patrouiller la ville ou se rendre rapidement sur le champ de bataille.
  - Zeo Cyclo Jet V : Le Zeo Cyclo Jet V est un véhicule rouge semblable à une moto pilotée par le Zeo Ranger V rouge.
  - Zeo Cyclo Jet IV : Le Zeo Cyclo Jet IV est un véhicule vert semblable à une moto pilotée par le Zeo Ranger IV vert.
  - Zeo Cyclo Jet III : Le Zeo Cyclo Jet III est un véhicule bleu semblable à une moto pilotée par le Zeo Ranger III bleu.
  - Zeo Cyclo Jet II : Le Zeo Cyclo Jet II est un véhicule jaune semblable à une moto pilotée par la Zeo Ranger II jaune.
  - Zeo Cyclo Jet I : Le Zeo Cyclo Jet I est un véhicule rose semblable à une moto pilotée par la Zeo Ranger I rose.

- Zeo Destriers ◆◆◆◆◆ : Dans le cadre du film du prince Sprocket, les Rangers se retrouvent à tourner une scène sur leurs Zeo Destriers.
  - Zeo Destrier V : Le Zeo Ranger V rouge dispose de son propre Zeo Destrier.
  - Zeo Destrier IV : Le Zeo Ranger IV vert dispose de son propre Zeo Destrier.
  - Zeo Destrier III : Le Zeo Ranger III bleu dispose de son propre Zeo Destrier.
  - Zeo Destrier II : La Zeo Ranger II jaune dispose de son propre Zeo Destrier.
  - Zeo Destrier Jet I : La Zeo Ranger I rose dispose de son propre Zeo Destrier.

## Zords

### Zeo Zords
- Zeo Zord V : Le Zeo Zord V est un Zord de type phénix créé par Billy Cranston et Alpha 5 et est piloté par le Zeo Ranger V rouge.
- Zeo Zord IV : Le Zeo Zord IV est un Zord de type taureau créé par Billy Cranston et Alpha 5 et est piloté par le Zeo Ranger IV vert.
- Zeo Zord III : Le Zeo Zord III est un Zord de type sphinx créé par Billy Cranston et Alpha 5 et est piloté par le Zeo Ranger III bleu.
- Zeo Zord II : Le Zeo Zord II est un Zord de type dogū créé par Billy Cranston et Alpha 5 et est piloté par la Zeo Ranger II jaune.
- Zeo Zord I : Le Zeo Zord I est un Zord de type moaï créé par Billy Cranston et Alpha 5 et est piloté par la Zeo Ranger I rose.

### Zord de Combat rouge
- Zord de Combat rouge : Le Zord de Combat rouge est un Zord rouge de forme humanoïde créé par Billy Cranston, basé sur la technologie d'Aquitar. En raison de cela, le Zord de Combat rouge ne peut être piloté que par le Zeo Ranger V rouge lorsque son esprit est complètement concentré.

### Pyramidis
- Pyramidis : Pyramidis est un Zord géant de forme pyramidale qui est piloté par le Ranger doré.

### Super Zeo Zords
L'ultime défense contre les monstres, les Super Zeo Zords sont prêts à défendre la Terre. Chaque Super Zeo Zord est capable de voler et de projeter de l'énergie depuis leur poitrine, et est équipé d'un pistolet laser et d'une Arme de Puissance. Les Super Zeo Zords se sont formés à partir des Super Zeo Pierres Précieuses, qui étaient un cadeau d'un visiteur extraterrestre nommé Trifos, le porteur originel des pouvoirs du Ranger doré. Les Super Zeo Zords sont vraisemblablement restés en stockage dans la Base de lancement des Zords.
- Super Zeo Zord V : Le Super Zeo Zord V est un Zord de forme humanoïde en forme d'étoile rouge qui a été donné au Zeo Ranger V rouge par Trifos de Triforia.
- Super Zeo Zord IV : Le Super Zeo Zord IV est un Zord de forme humanoïde en forme de rectangle vert qui a été donné au Zeo Ranger IV vert par Trifos de Triforia.
- Super Zeo Zord III : Le Super Zeo Zord III est un Zord de forme humanoïde en forme de triangle bleu qui a été donné au Zeo Ranger III bleu par Trifos de Triforia.
- Super Zeo Zord II : Le Super Zeozord II est un Zord de forme humanoïde en forme d'oblong jaune qui a été donné au Zeo Ranger II jaune par Trifos de Triforia.
- Super Zeo Zord I : Le Super Zeo Zord I est un Zord de forme humanoïde en forme de cercle rose qui a été donné au Zeo Ranger I rose par Trifos de Triforia.

### Roue du Guerrier
- Roue du Guerrier : La Roue du Guerrier est un Zord en forme de roue de type humanoïde envoyé par Trifos de Triforia pour aider les Zeo Rangers dans la bataille contre les monstres robotiques.

## Megazords
- Zeo Megazord ★◆◆◆◆◆ : Les Zeo Zords peuvent se combiner les uns avec les autres pour former le Zeo Megazord. Pour complémenter ses pouvoirs, il peut changer de Zeo Casque de Combat dont chacun a une spécificité :
  - Casque de Combat Zeo IV - Mode Gravité : Ce casque est équipé d'une paire de longues cornes qui sont utilisées pour affaiblir l'ennemi. Il est également capable de neutraliser les champs de gravité autour du Megazord. Il tire également des éclairs verts.
  - Casque de Combat Zeo III - Mode Pyramide : Ce casque conférait au Megazord le pouvoir de télékinésie. Il pouvait utiliser un faisceau bleu pour soulever et écraser à plusieurs reprises les monstres mécaniques au sol. Il était également capable de tirer un laser bleu.
  - Casque de Combat Zeo II - Mode Fusée : Ce casque est équipé d'une paire de canons laser montés sur les côtés qui tirent rapidement des tirs puissants. Il peut également être utilisé comme propulseurs de fusée dans l'espace. Le casque permet également au Megazord d'effectuer une attaque de coup de pied surpuissante.
  - Casque de Combat Zeo I - Mode Canon : Un grand canon sur sa tête tire de puissantes décharges d'énergie. Capable également de tournoyer et de créer un cyclone rose pour frapper les monstres.

- Zeo Megazord de Combat ★◆◆◆◆◆ : Le Zeo Megazord peut se combiner avec le Zord de Combat rouge pour former le Zeo Megazord de Combat.
- Super Zeo Megazord ◆◆◆◆◆ : Les Super Zeo Zords peuvent se combiner les uns avec les autres pour former le Super Zeo Megazord.

## Ultrazords
- Zeo Ultrazord ★◆◆◆◆◆◆ : Pyramidis a la capacité de se transformer en un Zord de forme humanoïde et de se combiner avec les autres Zeo Zords pour former le Zeo Ultrazord.
- Super Zeo Ultrazord ★◆◆◆◆◆◆ : Pyramidis peut également intégrer le Super Zeo Megazord dans sa pyramide, ainsi que le Zord de Combat rouge du Zeo Ranger V rouge.

## Épisodes de la quatrième saison (1996)
| Saison | Saison | Épisodes | États-Unis      | États-Unis       | France                  | France        |
| Saison | Saison | Épisodes | Début de saison | Fin de saison    | Début de saison         | Fin de saison |
| ------ | ------ | -------- | --------------- | ---------------- | ----------------------- | ------------- |
|        | 4      | 50       | 20 avril 1996   | 27 novembre 1996 | 12 février 1997 sur TF1 | 26 juin 1997  |

## Détails de production
L'acteur Steve Cardenas souffrait d'un manque de confiance en lui. En passant de Mighty Morphin à Zeo, il avait été « dégradé » de Ranger rouge à Ranger bleu, et le retour d'Austin St. John (qu'il avait remplacé en tant que Ranger rouge au cours de la saison 2 de Mighty Morphin) en Ranger doré lui faisait craindre d'être encore plus ignoré. En réponse, la production réalisa un épisode centré sur son personnage en proie aux mêmes doutes.
Trey a le pouvoir de se diviser en trois. Son rôle est joué par des triplés monozygotes, qui se répartissaient le rôle selon ce qui collait le mieux à la personnalité des acteurs[réf. nécessaire].
Le personnage d'Aisha a été remplacé par celui de Tanya, tout comme Kate avait remplacé Kimberly dans Mighty Morphin. La raison est que les deux actrices ont décidé de quitter la série[réf. nécessaire].
Richard Genelle qui joue le rôle de Ernie le barman est mort le 30 décembre 2008 suite d'une crise cardiaque. Un personnage nommé Ernie sera ensuite incarné par Shailesh Prajapati pour lui rendre hommage dans Power Rangers : Megaforce. Il joue le rôle du marchand de glace au centre commercial.
Erik Frank qui joue le rôle de David Trueheart le frangin éloigné de Tommy Oliver est décédé suite d'une maladie non précisée le 16 avril 2001. Il est le vrai frère de l'acteur Jason David Frank qui joue Tommy Oliver.
Carla Perez remplace Michiko Soga par le rôle de Rita Repulsa.
Koichi Sakamoto qui joue le rôle de Triton parle mal anglais et il est doublé par Paul St. Peter.
David Yost qui incarnait le rôle de Billy quitte la série après avoir subi du harcèlement concernant son homosexualité.